# 吉米·弗洛克鲁斯
杰米·弗古律斯（英語：Jaime Adriano FlorCruz，1951年4月5日—）是一名菲律賓記者和外交官，現任菲律賓駐華大使，曾担任美国有线电视新闻网（CNN）中國北京分社社长。報導中國廣泛話題，包括中國的政治和經濟發展，以及文化和社會問題，在华学习工作多年的“中国通”。

## 早年生活和教育
弗古律斯1951年出生於布拉干省馬洛洛斯。1971年弗古律斯是反對费迪南德·马科斯独裁政权的14名年輕活動人士之一，並無視政府禁止前往中國的禁令，前往中國進行了為期三週的考察。1971年8月21日米蘭達廣場發生爆炸事件，該組織被列入「破坏分子」名單，導致弗古律斯在中國自我流放。經歷文化大革命後，他在北京集中學習兩年普通話，最後進入北京大學學習中國歷史。

## 職業生涯
1982年加入《時代雜誌》北京分社，並在1990年至2000年擔任北京分社社長，報道1989年天安門廣場抗議等重要報道。2000年弗古律斯成為紐約外交关系协会愛德華·R·莫羅新聞研究員，成為第一位獲得此獎學金的非美國記者。隨後弗古律斯加入美國有線電視新聞網（CNN），擔任駐京記者。報導範圍很廣，包括2003年嚴重急性呼吸系統綜合症疫情和2008年的北京奧運。
2022年出版了回憶錄《77屆：我的同學如何改變中國》，記錄了他的職業生涯。
同年，他被任命為菲律賓駐華特使，並於2022年12月7日被任命為菲律賓駐華大使。